# آدم‌کش (فیلم ۲۰۱۵)
آدم‌کش (انگلیسی: The Assassin) فیلمی در ژانر رزمی به کارگردانی هو شیائو-شین است که در سال ۲۰۱۵ منتشر شد. از بازیگران آن می‌توان به شو چی، چانگ چن و ساتوشی تسومابوکی اشاره کرد.
این فیلم یکی از برگزیدگان جشنواره فیلم کن ۲۰۱۵ بود و به‌عنوان نماینده کشور تایوان در شاخهٔ جایزه اسکار بهترین فیلم خارجی‌زبان در هشتاد و هشتمین دوره جوایز اسکار شرکت کرد.
نشریهٔ معتبر سایت اند ساوند، این فیلم را با رای حدود ۱۷۰ منتقد و کارشناس سینمایی، به‌عنوان «برترین فیلم سال ۲۰۱۵ میلادی» انتخاب کرد.